# 擴張少女系三重奏
《擴張少女系三重奏》是光榮特庫摩遊戲和東映動畫合作的跨媒體製作，手機遊戲由光榮特庫摩遊戲旗下的Gust開發，2017年4月12日上架。動畫由feel.製作，2017年4月12日起在YouTube和niconico動畫播放。
《擴張少女系三重奏》將「動畫」與「遊戲」兩種媒介融合在一起，在動畫中展現故事的主軸，而在遊戲中玩家則可以通過手機介入動畫中一眾女主角未提及的內心世界。

## 故事簡介
2016年日本的首都圈突然出現巨大的繭。從初次確認以來已經過了數月，其正體仍未判明，人們將這正體不明的繭稱作Phenomenon。唯一能夠明白的是被吸收到Phenomenon內側的人們會開始發狂並互相殘殺。對此感到焦躁的日本政府為了解決突然出現的Phenomenon而組織了特殊部隊。總務省情報管理廳管轄擴張現實特殊戰略隊群特別攻擊隊——又名擴張少女系三重奏。

## 登場角色

### 神樂坂三重奏
逢瀨燕（聲：武田麻里子）
15歲，單純且樂觀，擁有無論和誰都能立刻成為朋友的溫柔性格。
是人氣歌手「FreyMENOW」的超級擁躉。偶然被發掘才能的她，以新進隊員之姿參加了「三重奏（TRINARY）」，並和同樣是新人的神樂成為了好友。
國政綾水（聲：中惠光城）
21歲。「三重奏（TRINARY）」的隊長。頭腦清晰，講話也很有禮貌的穩重性格，但由於過於嚴格，也常被看做是不知變通的人。在戰鬥中冷靜地判斷狀況，並給其他成員送去適當的忠告。愛稱是「阿綾」。
隱藏起自己本來怕羞的性格，實際上有着喜歡孩子這樣令人意外的一面。
加芙列拉·洛塔琳斯卡（聲：八木侑紀）
14歲。波蘭出身。愛稱是「加芙」，自尊心很高。
「三重奏（TRINARY）」中最為年輕，卻十分不服輸，對新人隊員燕也燃起競爭心。不過，本來是有着少女般的可愛性格，不容易樹敵的類型。在戰鬥中主要擔當中距離支援。
戀崎雅（聲：萩原亞美）
17歲。擅長情報處理，對事態進行詳細分析，支援着「三重奏（TRINARY）」的成員。總是掛着一副想睡的表情，令人捉摸不透的性格經常使人感到困惑。
基本上很怕麻煩，但對於喜歡的事情則會展現出近乎病態的執着心。高知縣出身，平常使用土佐弁說話。
卯月神樂（聲：平山笑美）
15歲，帶有溫和氣氛，以身為同齡的新人隊員為契機和燕成為朋友。在戰鬥中發揮出絕大的力量，在「三重奏（TRINARY）」中展現出王牌級別的戰績。
喜歡料理以及輕飄飄的洋裝這些可愛的東西，同時也很喜歡輕小說和動畫，頻繁地出入秋葉原。

### 其他
東雲真幌（聲：淺野真澄）
忒爾普士可拉（聲：桑島法子）
皇千羽鶴（聲：岩﨑春奈）
FreyMENOW
人氣歌手。

## 用語解釋
擴張
指世界因某種未知原因而導致幻想擴張到現實形成了繭，而擴張少女可以通過顯卡驅動自己的幻想以擴張到現實。

## 動畫
2017年4月12日起在萬代頻道、YouTube和niconico動畫播放。

### 製作人員
- 原案、音樂製作人：土屋曉
- 原作：情報管理局長企画局広報課
- 人物原案：neco
- 監督：川崎逸朗
- 系列構成、腳本：兵頭一歩、土屋曉
- 人物設計：山崎正和、下谷智之
- 怪物設計：村山公輔
- 道具設計：高原修司
- 美術監督：海津利子
- 色彩設計：田川沙里
- 戰鬥場景動畫、3D模型：佐藤美歩
- 攝影監督：小池里恵子
- 剪輯：平木大輔
- 音響監督：本山哲
- 音樂：中塚武
- 總製作人：高木勝裕、鯉沼久史
- 製作人：本川耕平、渡辺亨、細井順三
- 動畫製作人：吉田啓祐
- 動畫制作：feel.
- 製作：東映動畫、光榮特庫摩遊戲

### 主題曲
片頭曲
填詞：，作曲：佐伯高志，編曲：中塚武，主唱：TRINARY（武田麻里子、中惠光城、八木侑紀、萩原亞美、平山笑美）
片尾曲「The Truly Lovely Show !!」
填詞：石川繪理，作曲、編曲：中塚武，主唱：TRINARY（武田麻里子、中惠光城、八木侑紀、萩原亞美、平山笑美）
插入曲（第1話）
填詞：石川繪理，作曲、編曲：本田光史郎，主唱：FreyMENOW
Extra Music Video

填詞：佐藤舞花，作曲：川崎里實，編曲：前口涉，主唱：國政綾水（中惠光城）
「Tak a ja lubię.」
填詞：土屋曉，作曲、編曲：，主唱：加芙列拉（八木侑紀）
「Floccinaucinihilipilificator」
填詞：鈴木靜那，作曲、編曲：大川茂伸，主唱：卯月神樂（平山笑美）
「BOOLEAN_PARADOX/.」
填詞：深川琴美，作曲、編曲：前口涉，主唱：戀崎雅（萩原亞美）

填詞、作曲、編曲：川崎里實，主唱：逢瀨燕（武田麻里子）

### 各話列表
| 話數  | 話數      | 分鏡     | 演出            | 作畫監督                                               | 作畫監督 | 總作畫監督                 | 上傳日         |
| 話數  | 話數      | 分鏡     | 演出            | 角色                                                   | 動作     | 總作畫監督                 | 上傳日         |
| ----- | --------- | -------- | --------------- | ------------------------------------------------------ | -------- | -------------------------- | -------------- |
| Act 1 | Episode 1 | 川崎逸朗 | 川崎逸朗        | 村山公輔、高原修司 小菅洋、大高雄太 服部憲知、謝苑倩   | 神谷智大 | 山崎正和                   | 2017年 4月12日 |
| Act 1 | Episode 2 | 川崎逸朗 | 川崎逸朗        | 村山公輔、高原修司 小菅洋、大高雄太 服部憲知、謝苑倩   | 神谷智大 | 山崎正和                   | 2017年 4月12日 |
| Act 1 | Episode 3 | 川崎逸朗 | 川崎逸朗        | 村山公輔、高原修司 小菅洋、大高雄太 服部憲知、謝苑倩   | 神谷智大 | 山崎正和                   | 2017年 4月12日 |
| Act 1 | Episode 4 | 川崎逸朗 | 川崎逸朗        | 村山公輔、高原修司 小菅洋、大高雄太 服部憲知、謝苑倩   | 神谷智大 | 山崎正和                   | 2017年 4月12日 |
| Act 1 | Episode 5 | 川崎逸朗 | 川崎逸朗        | 村山公輔、高原修司 小菅洋、大高雄太 服部憲知、謝苑倩   | 神谷智大 | 山崎正和                   | 2017年 4月12日 |
| Act 1 | Episode 6 | 川崎逸朗 | 川崎逸朗        | 村山公輔、高原修司 小菅洋、大高雄太 服部憲知、謝苑倩   | 神谷智大 | 山崎正和                   | 2017年 4月12日 |
| Act 2 | Episode 1 | 川崎逸朗 | 松下周平        | 高原修司、村山公輔 清水直樹、小菅洋 佐藤元昭、山村俊了 | 神谷智大 | 山崎正和                   | 4月20日        |
| Act 2 | Episode 2 | 川崎逸朗 | 松下周平        | 高原修司、村山公輔 清水直樹、小菅洋 佐藤元昭、山村俊了 | 神谷智大 | 山崎正和                   | 4月26日        |
| Act 2 | Episode 3 | 川崎逸朗 | 松下周平        | 高原修司、村山公輔 清水直樹、小菅洋 佐藤元昭、山村俊了 | 神谷智大 | 山崎正和                   | 5月2日         |
| Act 2 | Episode 4 | 川崎逸朗 | 松下周平        | 高原修司、村山公輔 清水直樹、小菅洋 佐藤元昭、山村俊了 | 神谷智大 | 山崎正和                   | 5月10日        |
| Act 2 | Episode 5 | 川崎逸朗 | 松下周平        | 高原修司、村山公輔 清水直樹、小菅洋 佐藤元昭、山村俊了 | 神谷智大 | 山崎正和                   | 5月17日        |
| Act 2 | Episode 6 | 川崎逸朗 | 松下周平        | 高原修司、村山公輔 清水直樹、小菅洋 佐藤元昭、山村俊了 | 神谷智大 | 山崎正和                   | 5月24日        |
| Act 3 | Episode 1 | 川崎逸朗 | 所俊克          | 高原修司、村山公輔 清水直樹、川島尚 小菅洋、佐藤元昭   | 神谷智大 | 山崎正和                   | 5月31日        |
| Act 3 | Episode 2 | 川崎逸朗 | 所俊克          | 高原修司、村山公輔 清水直樹、川島尚 小菅洋、佐藤元昭   | 神谷智大 | 山崎正和                   | 6月14日        |
| Act 3 | Episode 3 | 川崎逸朗 | 所俊克          | 高原修司、村山公輔 清水直樹、川島尚 小菅洋、佐藤元昭   | 神谷智大 | 山崎正和                   | 6月21日        |
| Act 3 | Episode 4 | 川崎逸朗 | 所俊克          | 高原修司、村山公輔 清水直樹、川島尚 小菅洋、佐藤元昭   | 神谷智大 | 山崎正和                   | 6月28日        |
| Act 3 | Episode 5 | 川崎逸朗 | 所俊克          | 高原修司、村山公輔 清水直樹、川島尚 小菅洋、佐藤元昭   | 神谷智大 | 山崎正和                   | 7月5日         |
| Act 4 | Episode 1 | 川崎逸朗 | 中田誠          | 枡田邦彰、藤井結 辻上彩華                              | 神谷智大 | 枡田邦彰                   | 7月12日        |
| Act 4 | Episode 2 | 川崎逸朗 | 中田誠          | 枡田邦彰、藤井結 辻上彩華                              | 神谷智大 | 枡田邦彰                   | 7月26日        |
| Act 4 | Episode 3 | 川崎逸朗 | 中田誠          | 枡田邦彰、藤井結 辻上彩華                              | 神谷智大 | 枡田邦彰                   | 8月2日         |
| Act 4 | Episode 4 | 川崎逸朗 | 中田誠          | 枡田邦彰、藤井結 辻上彩華                              | 神谷智大 | 枡田邦彰                   | 8月9日         |
| Act 4 | Episode 5 | 川崎逸朗 | 中田誠          | 枡田邦彰、藤井結 辻上彩華                              | 神谷智大 | 枡田邦彰                   | 8月16日        |
| Act 5 | Episode 1 | 川崎逸朗 | 所俊克          | 川島尚、清水直樹 高橋修治、藤井結 辻上彩華             | 神谷智大 | 山崎正和 枡田邦彰          | 8月23日        |
| Act 5 | Episode 2 | 川崎逸朗 | 所俊克          | 川島尚、清水直樹 高橋修治、藤井結 辻上彩華             | 神谷智大 | 山崎正和 枡田邦彰          | 9月6日         |
| Act 5 | Episode 3 | 川崎逸朗 | 所俊克          | 川島尚、清水直樹 高橋修治、藤井結 辻上彩華             | 神谷智大 | 山崎正和 枡田邦彰          | 9月13日        |
| Act 5 | Episode 4 | 川崎逸朗 | 所俊克          | 川島尚、清水直樹 高橋修治、藤井結 辻上彩華             | 神谷智大 | 山崎正和 枡田邦彰          | 9月20日        |
| Act 5 | Episode 5 | 川崎逸朗 | 所俊克          | 川島尚、清水直樹 高橋修治、藤井結 辻上彩華             | 神谷智大 | 山崎正和 枡田邦彰          | 10月4日        |
| Act 5 | Episode 6 | 川崎逸朗 | 所俊克          | 川島尚、清水直樹 高橋修治、藤井結 辻上彩華             | 神谷智大 | 山崎正和 枡田邦彰          | 10月11日       |
| Act 6 | Episode 1 | 川崎逸朗 | 嵯峨敏 川崎逸朗 | 辻上彩華、藤井結                                       | 神谷智大 | 高原修司 山崎正和 辻上彩華 | 10月18日       |
| Act 6 | Episode 2 | 川崎逸朗 | 嵯峨敏 川崎逸朗 | 辻上彩華、藤井結                                       | 神谷智大 | 高原修司 山崎正和 辻上彩華 | 10月25日       |
| Act 6 | Episode 3 | 川崎逸朗 | 嵯峨敏 川崎逸朗 | 辻上彩華、藤井結                                       | 神谷智大 | 高原修司 山崎正和 辻上彩華 | 11月1日        |
| Act 6 | Episode 4 | 川崎逸朗 | 嵯峨敏 川崎逸朗 | 辻上彩華、藤井結                                       | 神谷智大 | 高原修司 山崎正和 辻上彩華 | 11月8日        |
| Act 6 | Episode 5 | 川崎逸朗 | 嵯峨敏 川崎逸朗 | 辻上彩華、藤井結                                       | 神谷智大 | 高原修司 山崎正和 辻上彩華 | 11月15日       |
| Act 6 | Episode 6 | 川崎逸朗 | 嵯峨敏 川崎逸朗 | 辻上彩華、藤井結                                       | 神谷智大 | 高原修司 山崎正和 辻上彩華 | 11月29日       |

## 外部連結
- 官方網站（日語）
  - 智能手機應用程序遊戲（日語）
  - 動畫（日語）
- 【公式】擴張少女系三重奏的X（前Twitter）（日語）